# Halta Patinoar PO

Patinoar PO este o haltă situată în orașul Otopeni, județul Ilfov. Este compusă dintr-o platformă cu un peron care deservește o cale ferată, la 18 km de Gara de Nord. Trenurile sunt programate să plece de la Patinoar PO la fiecare 40 minute și durează aproximativ 36 de minute până la Gara de Nord. Stația a fost deschisă la 13 septembrie 2020, împreună cu stația Aeroport Henri Coandă T1, cu câteva luni înainte de campionatul de fotbal Euro 2020.